# プゾージュ
プゾージュ （Pouzauges）は、フランス、ペイ・ド・ラ・ロワール地域圏、ヴァンデ県のコミューン。

## 地理

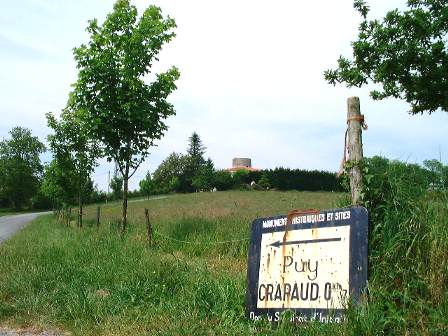
ピュイ・クラポー

町はロワール川南のボカージュ・ヴァンデン地方、アルモリカ山塊南部の延長部分に位置する。プゾージュは、ピュイ・クラポーを含むいくつかの丘陵の上に位置している。

## 由来
1080年にはPuzalgiæというつづりであったことが証明されている。ラテン語のputeusは『穴』『非常に深い穴』『生きた水の井戸』を意味し、またはまれな接尾辞である-aliaをつけて『鉱山の穴』となる。
意味はその後拡大され、『地下水脈に到達するまで掘られた穴』となった。
フランス革命の後、コミューンの名はプゾージュ＝ラ＝モンターニュ（Pouzauges-la-Montagne）と改名されていた。

## 歴史
15世紀、プゾージュ領主領はアンボワ―ズ家のトゥアール子爵領に併合された。
ヴィユー・プゾージュの司祭ディヨン氏は1789年の三部会において聖職者の議員に選出された。
1793年のクリスマスの夜、ミサのさなかに400人が革命政府軍によってプゾージュの教会で虐殺された。

## 経済
プゾージュには、食品の小売りやケータリングを行うフルーリー・ミション（fr）の本社がある。

## 人口統計
| 1962年 | 1968年 | 1975年 | 1982年 | 1990年 | 1999年 | 2008年 | 2013年 |
| ------ | ------ | ------ | ------ | ------ | ------ | ------ | ------ |
| 4239   | 4832   | 5506   | 5699   | 5473   | 5385   | 5395   | 5536   |

参照元:1962年から1999年までは複数コミューンに住所登録をする者の重複分を除いたもの。それ以降は当該コミューンの人口統計によるもの。1999年までEHESS/Cassini、2004年以降INSEE。

## 史跡

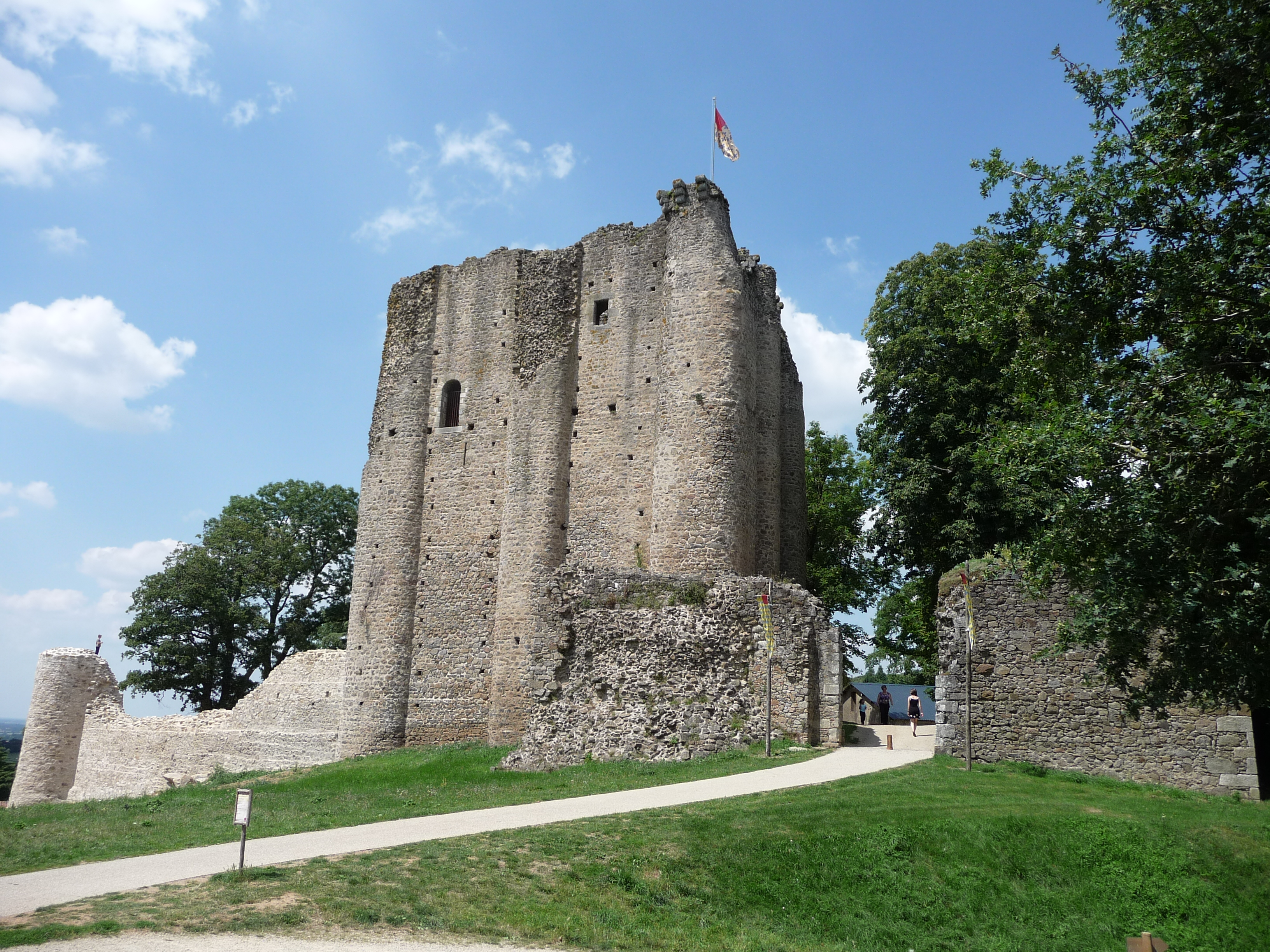
プゾージュ城

- プゾージュ城 - 12世紀。ジル・ド・レの妻カトリーヌ・ド・トゥアールの居城だった。
- サン・ジャック教会 - 12世紀。十字架の道を描いた絵画がある
- ヴィユー・プゾージュのノートルダム教会

## 姉妹都市
- アイ、イギリス
- メイティンゲン、ドイツ
- プエルトリャノ、スペイン